# Поташні буди
Поташні буди — підприємства поташного промислу в Україні у XVI—XVIII століттях. Це були відносно розвинені виробництва мануфактурного типу. Розташовувалися за місцем заготівлі сировини – у лісових масивах, особливо на Волині, Закарпатті, півночі Лівобережної України — Стародубщині (нині південно-західна частина Брянської області Росії), Чернігівщині. 
Поташні буди складалися з комплексу приміщень виробничого призначення — буд — невеликих господарських приміщень, будок з відповідним устаткуванням (випалювальні печі, чани для вилуговування золи, виварювальні котли, ємності для зберігання продукції та ін.), а також приміщень для проживання робітників. Виготовлення поташу проводилося шляхом вилуговування деревної золи (без домішок вугілля) водою. Отриманий внаслідок цієї операції попіл, що містив калійну сіль, випаровували в металевих сковородах і котлах. Далі сирий поташ прокалювали («смальцювали») у спеціальних печах. Готовий поташ застосовувався у виробництві селітри, скла, мила, сукна, фарб та іншого. Власниками поташних буд були представники шляхти (пізніше — козацької старшини), духівництва, а також багаті міські купці й лихварі, які орендували ліси у феодальних власників. Як правило, у цей період кваліфікована робоча сила залучалася з міст та містечок на умовах найму (на транспортних роботах часто були задіяні феодально залежні селяни). Кількість працюючих коливалася від кількох десятків до кількох сотень робітників різних спеціальностей, зайнятих як на основному виробництві, так й на допоміжних роботах (пильщики, коритники, бондарі, поташники, фурмани та інші). 
Інтенсивний розвиток поташних буд припадає на другу половину XVI — першу половину XVII століття, що зумовлювалося сприятливою кон'юнктурою, яка склалася на ринках західноєвропейських держав на продукцію поташного промислу — фальбу (деревну золу, доведену до певної кондиції), смальцований попіл (перепалену у спеціальних печах фальбу), а також кальцинований поташ. В окремі роки сотні лаштів цієї продукції сплавлювалися на ком'ягах Західним Бугом — ліва притока Нарви (басейн Вісли) до польського порту Гданськ. У XVIII столітті поташ реалізовувався переважно на внутрішньому ринку, хоча продавався також й за кордон, зокрема в Туреччину. Винищення лісів було однією з причин занепаду поташного виробництва й зменшення числа поташних буд. Зокрема, наприкінці XVIII століття вони зникли на Лівобережній Україні.